# No Use for a Name
No Use for a Name (soms afgekort tot NUFAN) was een punkband uit San Jose, Californië, Verenigde Staten. De band werd opgericht door gitarist Chris Dodge, bassist Steve Papoutsis, drummer Rory Koff en zanger Tony Sly in 1987. Het geluid van de band is sterk veranderd in de loop der jaren. In de beginjaren speelde de band harder, melodische punkrock en skatepunk, maar in de loop der jaren ontwikkelde de stijl meer richting poppunk.

## Geschiedenis
No Use For a Name werd in 1986 opgericht door de vrienden Dodge, Papoutsis en Koff. De vroege oefensessies van de band vonden plaats in een warenhuis van Koffs vader dat zich bevond in Sunnyvale. Hier werd ook voor de naam No Use for a Name gekozen. Tijdens deze periode was Papoutsis' vriend John Meyer de frontman van de band. Hoewel de band oorspronkelijk uit vier leden bestond, werd dit later uitgebreid naar zes leden met de toevoeging van tweede zanger Ramon Gras en tweede gitarist Doug Judd. De band onderging veel veranderingen in de formatie gedurende deze tijd. Dodge verliet de band in 1987 om vervolgens in de punkband Stikky te gaan spelen. In de zomer van 187 verlieten Meyer en Judd beiden de band en werd Judd vervangen door gitarist Tony Sly. Met deze formatie werd er een nummer opgenomen getiteld "Gang Way" dat verscheen op het compilatiealbum Turn it Around (1987) van Maximumrocknroll. In 1988 verliet Gras de band vanwege een ruzie en werd hij vervangen door Dodge, die voorheen al in de band gespeeld had. Met deze formatie werden er twee ep's opgenomen: No Use for a Name (1988) via Woodpecker Records en Let 'em Out (1990) via Slap A Ham Records. In 1989 verliet Dodge de band opnieuw en werd het schrijven en zingen overgenomen door Sly.
Het debuutalbum van de band, Incognito, werd in 1990 uitgebracht via New Red Archives. Dit is het enige album ooit dat de band als trio heeft opgenomen. In 1991 kwam gitarist Dodge voor de tweede keer weer terug bij de band, waarna het tweede studioalbum Don't Miss the Train in 1992 door hetzelfde label werd uitgegeven. Ook werd er nog een single bij dit label uitgegeven. Eind 1992 verliet Dodge de band voor de derde keer en werd hij vervangen door Robin Pfefer. In 1993 tekende No Use for a Name een contract bij Fat Wreck Chords. In hetzelfde jaar werd de ep The Daily Grind via dit label uitgebracht.
Ed Gregor verving gitarist Pfefer kort na de uitgave van The Daily Grind. In 1995, na de uitgave van het derde studioalbum ¡Leche con Carne!, vervingen gitarist Chris Shiflett en basgitarist Matt Riddle Gregor en Papoutsis, die de band verlieten. Rond deze tijd werd de videoclip voor het nummer "Soulmate" op het MTV-programma 120 Minutes uitgezonden, waardoor de band opeens een veel groter publiek kreeg. Dit was ook de eerste videoclip van Fat Wreck Chords dat via MTV werd uitgezonden. In 1997, na het succes van Making Friends, toerde de band door de VS, Europa, Australië, Canada, en Japan.
Nadat in 1999 More Betterness! was uitgebracht verruilde Shiflett de band voor de Foo Fighters. Hij werd vervangen door Dave Nassie die eerder bij Suicidal Tendencies had gespeeld. Zo ontstond de samenstelling zoals die anno 2006 nog bestaat en waarmee onder andere de albums Hard Rock Bottom (2002) en Keep Them Confused (2005) zijn opgenomen. Twee jaar later werd in 2001 het livealbum Live in a Dive uitgegeven, wat het eerste album uit de Live in a Dive-serie van Fat Wreck Chords is.
Het zevende studioalbum van No Use for a Name, getiteld Keep Them Confused, werd uitgegeven op 14 juni 2005. Zo'n twee jaar daarna werd het verzamelalbum All the Best Songs uitgegeven op 10 juli 2007. Het achtste studioalbum The Feel Good Record of the Year werd op zijn beurt weer uitgebracht op 1 april 2008. In 2009, tijdens een tour in Europa met de bedoeling om het album te promoten, verliet Nassie de band om bij Bleeding Through te gaan spelen. In augustus 2009 werd Nassie vervangen door Chris Rest, gitarist van Lagwagon en oorspronkelijk lid van Rich Kids on LSD. In december 2010 vertelde Koff de band dat hij niet meer mee kon gaan op tournee vanwege andere verplichtingen bij zijn eigen bedrijf. Koff werd uiteindelijk vervangen door drummer Boz Rivera (van King City, Rich Kids on LSD en Mad Caddies). Koff was het laatste oorspronkelijke lid van No Use for a Name.
Op 31 juli 2012 overleed zanger Tony Sly plotseling op 41-jarige leeftijd. De band was op dat moment bezig met de opnames van hun nieuwe studioalbum, de opvolger van het in 2008 uitgebrachte The Feel Good Record of the Year. De overgebleven leden van No Use for a Name besloten na de dood van Sly de band op te heffen.
Op 5 mei 2017 werd de single "Justified Black Eye b/w Sidewalk" uitgegeven door Fat Wreck Chords. 11 augustus dat jaar werd het verzamelalbum Rarities Vol. 1: The Covers uitgegeven. Dit werd in februari 2021 gevolgd door Rarities Vol. 2: The Originals.

## Leden
- Ramon Gras - zang (1986-1988)
- John Meyer - zang (1986-1987)
- Doug Judd - gitaar (1986-1987)
- Rob Upson - slaggitaar (1990)
- Chris Dodge - slaggitaar (1986-1987, 1991-1992), zang (1988-1989)
- Steve Papoutsis - basgitaar (1986-1995)
- Rory Koff - drums, slagwerk (1986-2011)
- Tony Sly -  zang (1989-2012), slaggitaar (1993-2012), gitaar (1987-1992)
- Robin Pfefer - gitaar (1993)
- Ed Gregor - gitaar (1993-1995)
- Chris Shiflett - gitaar (1995-1999)
- Matt Riddle - basgitaar, achtergrondzang (1996-2012)
- Dave Nassie - gitaar (1999-2009)
- Chris Rest - gitaar (2009-2012)
- Boz Rivera - drums, slagwerk (2011-2012)

## Discografie

### Studioalbums
- Incognito (1990)
- Don't Miss the Train (1992)
- ¡Leche con Carne! (1995)
- Making Friends (1997)
- More Betterness! (1999)
- Hard Rock Bottom (2002)
- Keep Them Confused (2005)
- The Feel Good Record of the Year (2008)